# Antoine Merlin de Thionville
Pour les articles homonymes, voir Merlin et Thionville (homonymie).
 (janvier 2024).
Antoine Merlin, né le 13 septembre 1762 à Thionville, mort le 14 septembre 1833 à Paris, est un homme politique de la Révolution française, du Consulat et du Premier Empire. Il est surnommé Merlin de Thionville pour être différencié de son collègue et homonyme Philippe-Antoine Merlin « de Douai ».

## Biographie

Maison de Merlin 8 rue de la Tour à Thionville
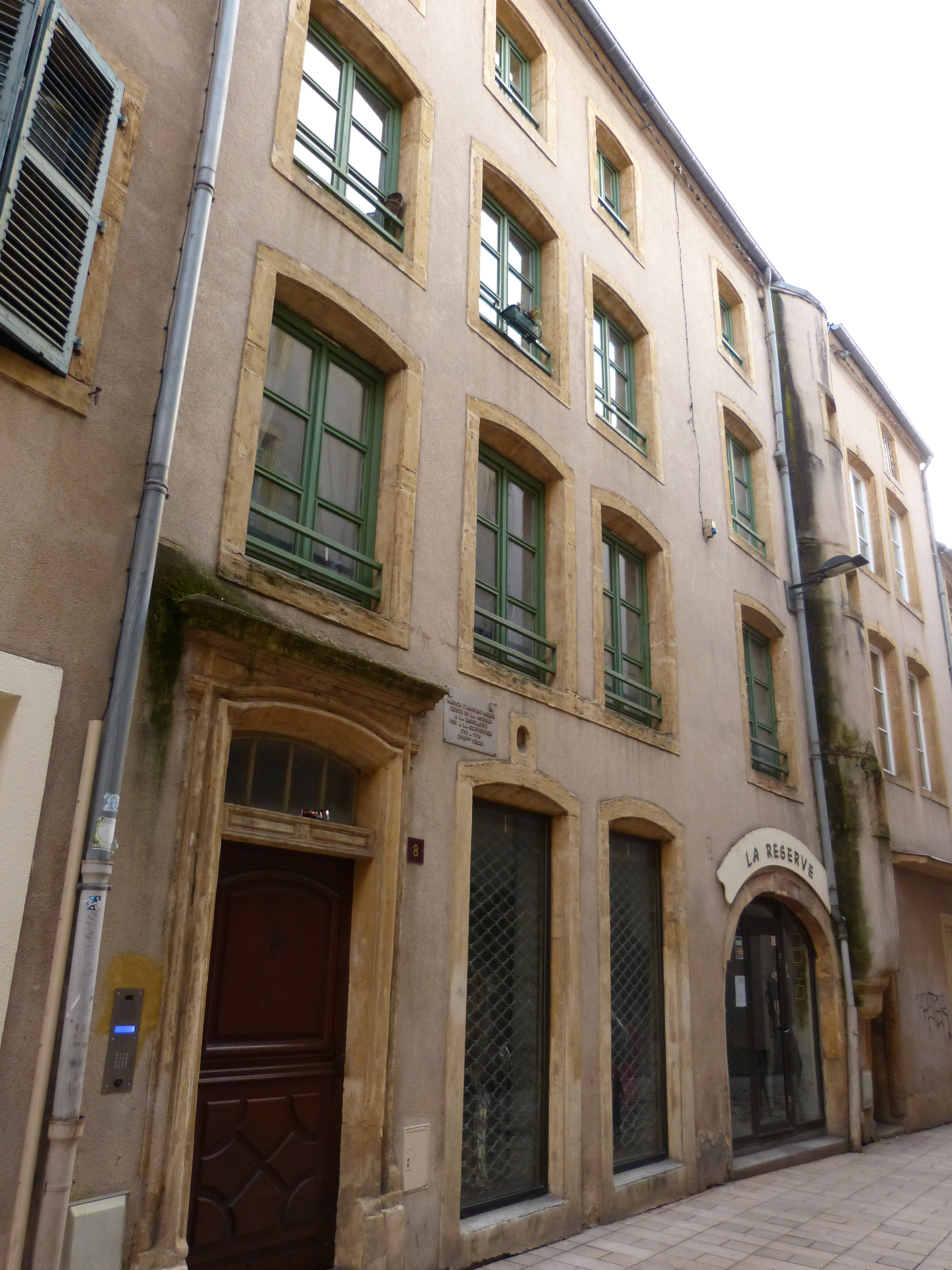
Façade.
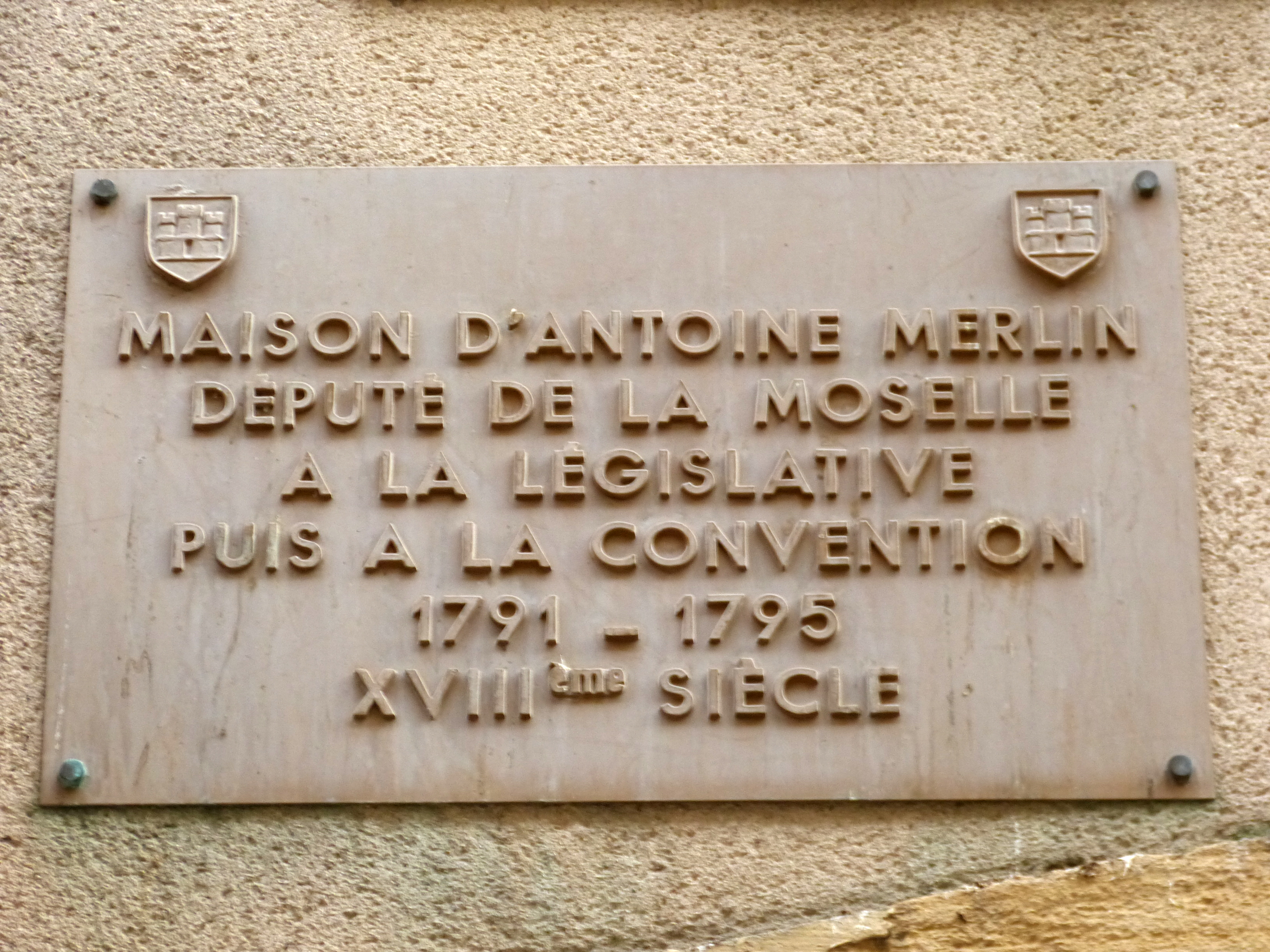
Plaque.

Antoine Merlin est fils de procureur au bailliage de Metz. Il effectue des études auprès des Augustins, au séminaire de Metz puis des études de droit qui le conduisent à devenir avocat en 1788.
En septembre 1791, la France devenue une monarchie constitutionnelle en application de la constitution du 3 du même mois, Merlin est élu député du département de la Moselle, le deuxième sur huit, à l'Assemblée nationale législative.
Il siège à gauche de l'hémicycle et incarne le « trio Cordelier » aux côtés de Claude Basire et de François Chabot, avec qui il dénonce le comité autrichien. En février 1792, il vote en faveur de la mise en accusation de Bertrand de Molleville, le ministre de la Marine. En avril, il vote pour que les soldats du régiment de Châteauvieux, qui s'étaient mutinés lors de l'affaire de Nancy, soient admis aux honneurs de la séance. En août enfin, il vote en faveur de la mise en accusation du marquis de La Fayette.
La monarchie prend fin à l'issue de la journée du 10 août 1792 à laquelle Merlin participe : les bataillons fédérés marseillais et bretons ainsi que les insurgés des faubourgs de Paris prennent le palais des Tuileries. Louis XVI est destitué et incarcéré avec sa famille à la tour du Temple.
En septembre 1792, Merlin est réélu député, le premier sur huit pour la Moselle, et le troisième sur treize pour la Somme, à la Convention nationale. Il opte pour la Moselle.
Il siège sur les bancs de la Montagne. Il devient suppléant du Comité de la guerre et membre du Comité de l'agriculture. Il est l'un des accusateurs les plus acharnés de Louis XVI. En mission avec Reubell et Nicolas Haussmann, lors du procès du roi, il ne participe pas aux différents votes que nécessite son jugement ; mais le 6 janvier 1793, Merlin et ses deux collègues envoient une lettre à la Convention qu'ils terminent par cette apostrophe : « Nous sommes entourés de morts et de blessés : c'est au nom de Louis Capet que les tyrans égorgent nos frères, et nous apprenons que Louis Capet vit encore ! ».

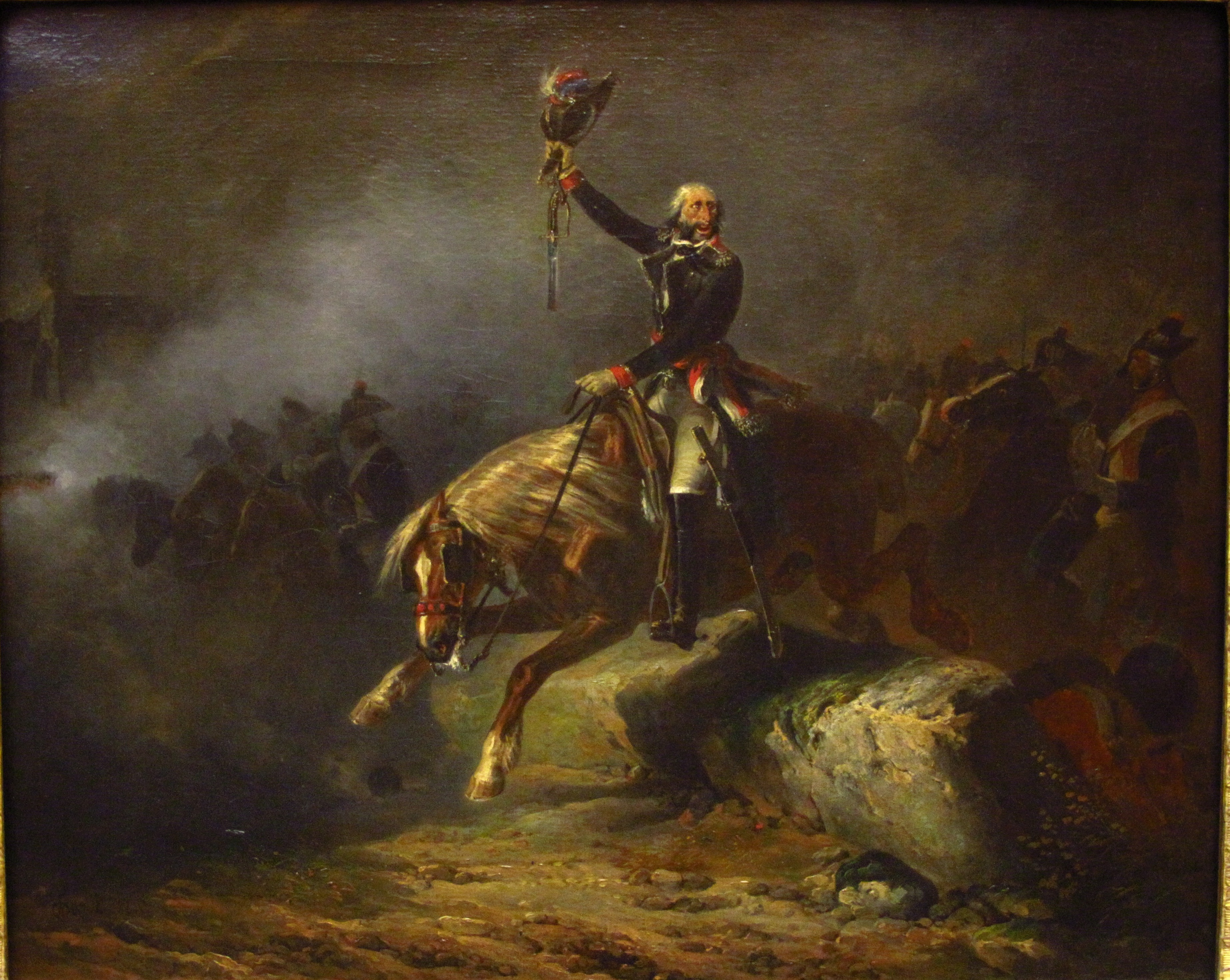
Merlin de Thionville à l'armée du Rhin, par Nicolas-Toussaint Charlet (1843).

Commissaire aux armées du Rhin, des Vosges et de la Moselle, il ne participe pas à l'appel nominal sur la demande de mise en accusation de Marat. Il reçoit une lettre de félicitations de la Convention nationale pour son courage lors de la défense de la forteresse Mayence au siège de Mayence (1793) puis lors du blocus de Mayence. Il est toujours en mission à l'armée du Rhin lors de la demande du rapport du décret qui a cassé la Commission des Douze.
Il accompagne l'armée de Mayence en Vendée, où il se fait remarquer par son courage et son intrépidité. Toutefois, le capitaine d'Hastrel donne de lui le portrait suivant : « Il avait d'abord inspiré beaucoup de confiance aux soldats en prenant le même ton qu'eux, et en les flattant. Il affectait beaucoup de désintéressement, relevait des moustaches fort noires, et ne parlait que de ses prouesses militaires. Mais bientôt il s'est ennuyé de se contraindre. Au lieu d'aller voir les troupes (...) il ne songea plus qu'à ses plaisirs, et à faire bonne chère : ce qui était peu politique lorsque l'armée éprouvait toutes les privations possibles ; mais ces messieurs se croient souverains et despotes ; ils agissent en conséquence, en criant : Liberté ! Égalité ! ».
Le 9 thermidor, il prend une part active à la chute de Robespierre. Il repart pour assiéger Mayence en 1795, puis devient membre du Conseil des Cinq-Cents et en 1798 directeur général des postes. Au Consulat, il se retire de la vie publique.

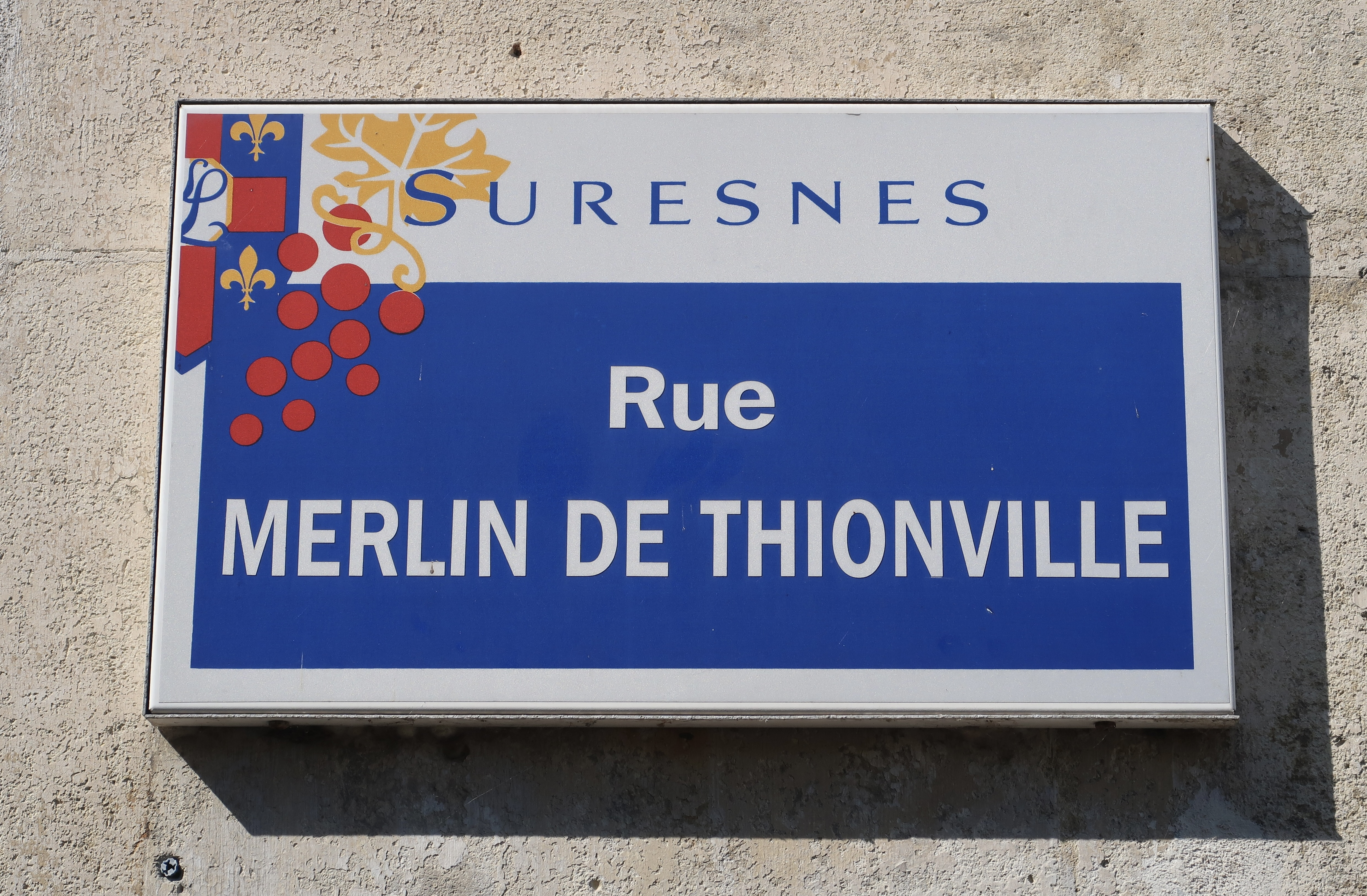
Plaque de la rue Merlin-de-Thionville (Suresnes).

Enrichi par la spéculation sur les Biens nationaux (membre de la Bande noire), il rachète en 1795 le calvaire du mont Valérien à Suresnes (où s'est installé un clan de faux-monnayeurs) et envisage d'y faire construire un château. Il revend la propriété dès 1805. Une rue de la ville porte depuis son nom,,.
En 1814, il résout de se mettre à la tête de volontaires pour repousser l'invasion des armées alliées. Échappant à la proscription lors de la Restauration, il se confond en regrets devant Louis XVIII, voulant le persuader que la prise des Tuileries et sa lettre en faveur du régicide du 6 janvier 1793 étaient « une erreur de jeunesse ».

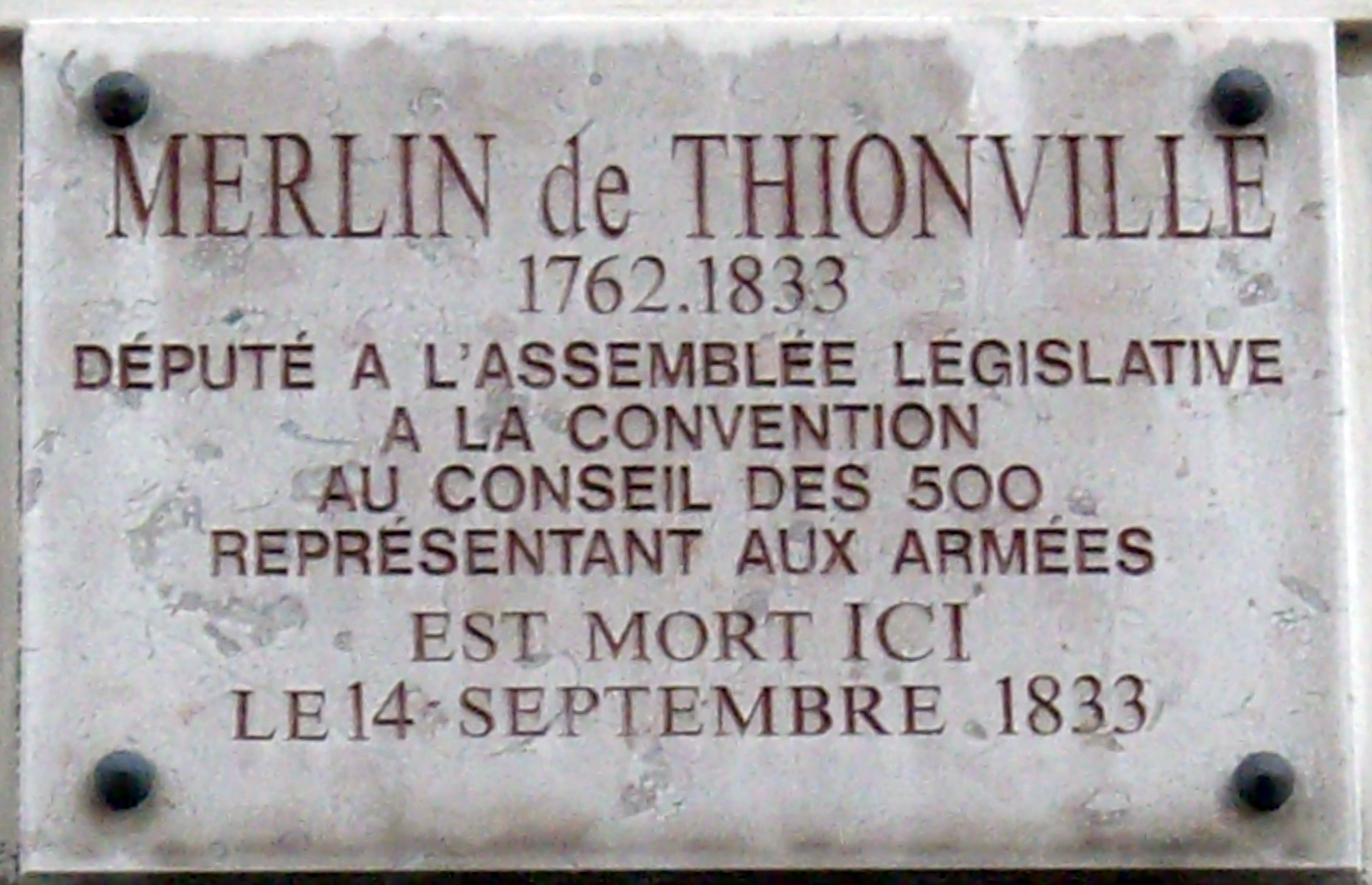
Plaque au no 58 rue des Tournelles (Paris).

Il meurt au 58 rue des Tournelles à Paris, où une plaque explique que « Merlin de Thionville, député à l'Assemblée nationale, à la Convention, au Conseil des Cinq-Cents, représentant aux Armées, est mort ici le 14 septembre 1833 » (1er étage entre 2 balcons). Son corps repose au cimetière du Père-Lachaise, à côté du mausolée du maréchal Ney.
Le 14 juillet 1954, un monument est érigé en son hommage à Thionville, au centre du rond-point qui porte également son nom. La statue à son effigie est du sculpteur parisien Ulysse Gémignani.

## Sources primaires
- 1828-1830 - Questions de droit qui se présentent le plus fréquemment dans les tribunaux. Tome premier, a.-app.; Tome deuxième, app-ban.; Tome troisième, bel.-com.; Tome quatrième, com.-cur.; Tome cinquième, dat.-dom.; Tome sixième, don.-epo.; Tome septième, err.-gru.; Tome huitième, hér.-ins.; Tome neuvième, ins.-mar.; Tome dixième, mar.-nul.; Tome onzième, obl.-pré.; Tome douzième, pre.-ren.; Tome treizième, ren.-rét.; Tome quatorzième, réu.-sub.; Tome cinquième, sub.--tes.; Tome seizième, tie.--wis.. Quatrième édition, revue, corrigée et considérablement augmentée